# 마그네스
마그네스(Magnes)는 그리스 신화에 나오는 프릭소스의 아들이다. 아르고스가 아드메토스와 알케스티스의 딸 페리멜레와 결혼하여 낳은 아들 마그네스는 테살리아 지방의 마그네시아라는 도시 이름의 유래가 되었다. 그는 나이아스의 하나인 님프와 관계를 맺어 아들 히메나이오스를 낳았다. 히메나이오스는 아폴론의 총애를 받았는데, 아폴론이 그의 사랑을 구하고 있는 동안 헤르메스가 아폴론의 가축을 훔쳤다고 한다.